# 嵯峨川
嵯峨川（さががわ）は、徳島県名東郡佐那河内村を流れる吉野川水系の河川。延長9.3km。

## 地理
徳島県名東郡佐那河内村に水源があり、佐那河内村内を流れ、吉野川水系の河川である園瀬川に合流する。園瀬川の支流では一番長い河川である。支流には黒木谷川、ヒヨノ谷川がある。
嵯峨川上流には嵯峨峡があり、清流紅葉が美しく、四国のみちのコースでもある。

## 流域の主な施設
- 東山渓県立自然公園（嵯峨川流域に位置する）
- 古田山
- 佐那河内村立佐那河内中学校
- 湯壺の滝